# Forza Civica
Forza Civica (in romeno Forța Civică) è stato un partito politico rumeno di orientamento democratico-cristiano e di centro-destra. È stato fondato nel 2004 dall'ex sindaco di Bucarest Viorel Lis. Il suo ultimo presidente era l'ex primo ministro Mihai Răzvan Ungureanu, eletto al congresso del partito del settembre 2012 fino al 2014, quando il partito fu assorbito dal Partito Democratico Liberale (Pdl).

## Storia

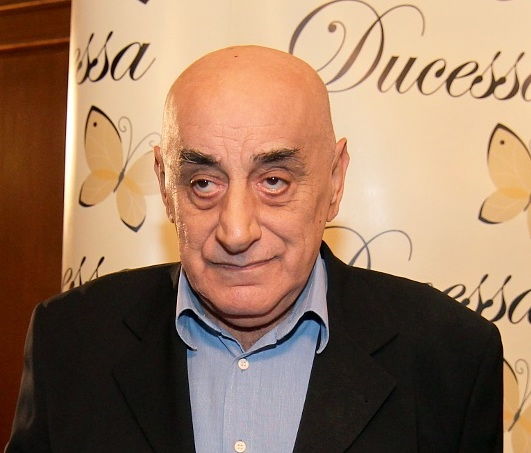
Viorel Lis

Forza Civica (FC) è stata fondata nel 2004 dall'ex sindaco di Bucarest, Viorel Lis, sotto il nome di "Partito Cristiano" (Partidul Creştin). Nel 2004, Adrian Iuraşcu è diventato presidente del partito, dopo di che il partito ha adottato il suo nome attuale. Nel 2009, FC ha corso per le elezioni del Parlamento europeo, ma non è riuscito a vincere alcun posto.
Nel 2012, l'ex primo ministro Mihai Răzvan Ungureanu è stato eletto presidente. Per le elezioni parlamentari del 2012, FC ha aderito all'Alleanza della Romania giusta (ARD), un'alleanza elettorale con altri partiti di opposizione di centro-destra: Partito Liberale Democratico (PDL) e Partito Nazionale Contadino Cristiano Democratico (PNŢCD). Inoltre, il partito ha chiesto di diventare membro del Partito Popolare Europeo (PPE). Attraverso l'elenco di ARD durante le elezioni legislative tenutesi in quell'anno, FC ha ottenuto tre vice posti (Dan Cristian Popescu, Dănuţ Culeţu e Cristian Roman) e un seggio da senatore (Mihai Răzvan Ungureanu).
Nel luglio 2014, Forza Civica è stata assorbita dal Partito Democratico Liberale (PDL).

## Membri notevoli

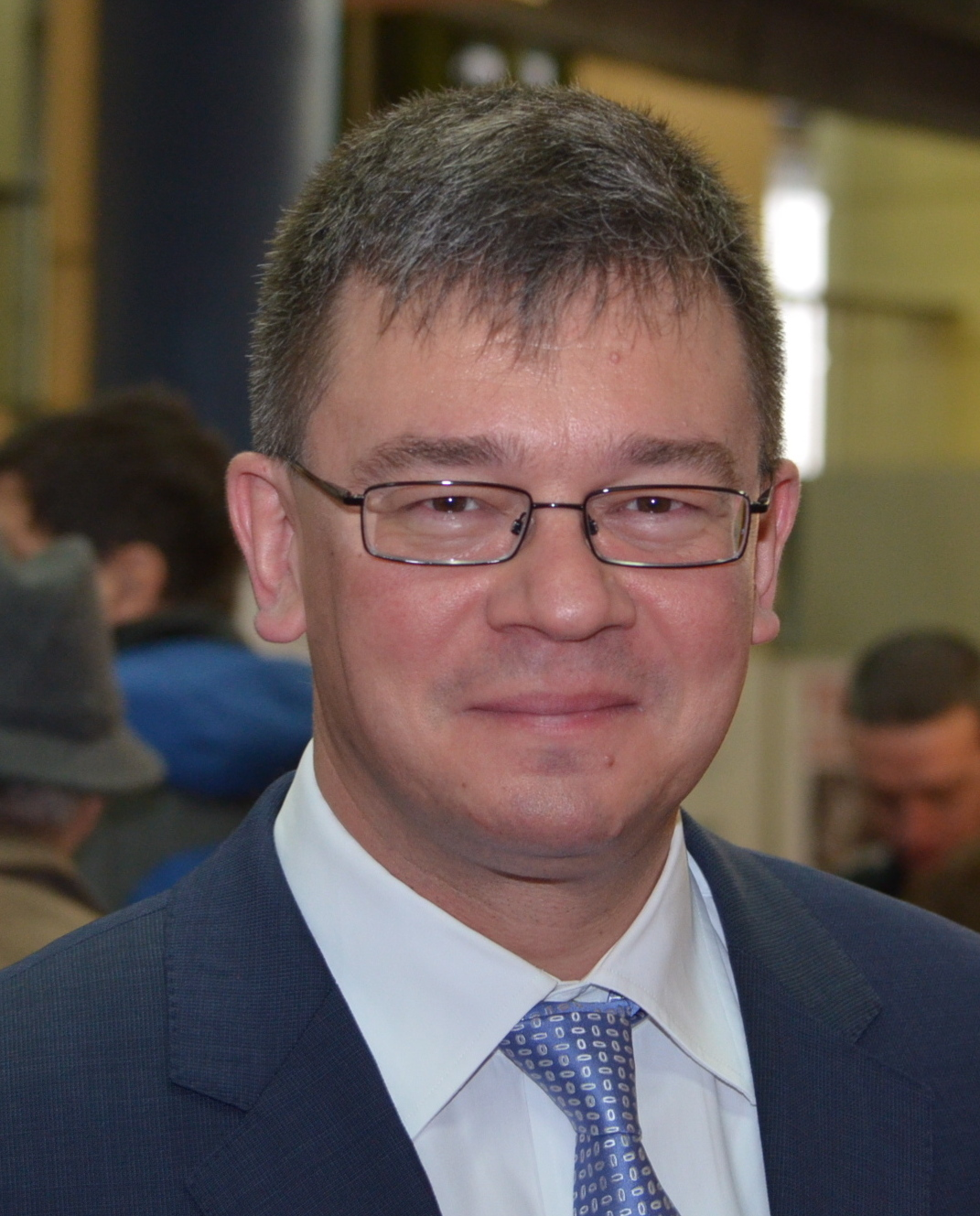
Mihai Răzvan Ungureanu, ultimo presidente

- Mihai Răzvan Ungureanu – presidente di Forza Civica (2012-2014), senatore (dal 2012), primo ministro (2012), ministro degli affari esteri (2004-2007), ex membro PNL (2004-2007)
- Adrian Iuraşcu – primo vicepresidente di Forza Civica, presidente di Forza Civica (2007-2012), leader del CDR eletto dalla società civile (1996-2000)
- Dan Cristian Popescu – vicepresidente di Forza Civica, vicepresidente (2012), presidente del PNL Settore 1 (2007-2012) (espulso dal PNL nel 2012)
- Dănuţ Culeţu – presidente di Forza Civica Constanza, vicepresidente (2012), prefetto di Constanza (2005-2009) (PNL nel 2010)

## Risultati elettorali
| Elezione          | Elezione     | Voti      | %     | Seggi   |
| ----------------- | ------------ | --------- | ----- | ------- |
| Europee 2009      | Europee 2009 | 19.436    | 0,40  | 0 / 33  |
| Parlamentari 2012 | Camera       | 1.223.189 | 16,50 | 3 / 412 |
| Parlamentari 2012 | Senato       | 1.239.318 | 16,70 | 1 / 176 |
| Europee 2014      | Europee 2014 | 145.181   | 2,61  | 0 / 32  |
| 1.                |              |           |       |         |